# Jacenty Sachowicz

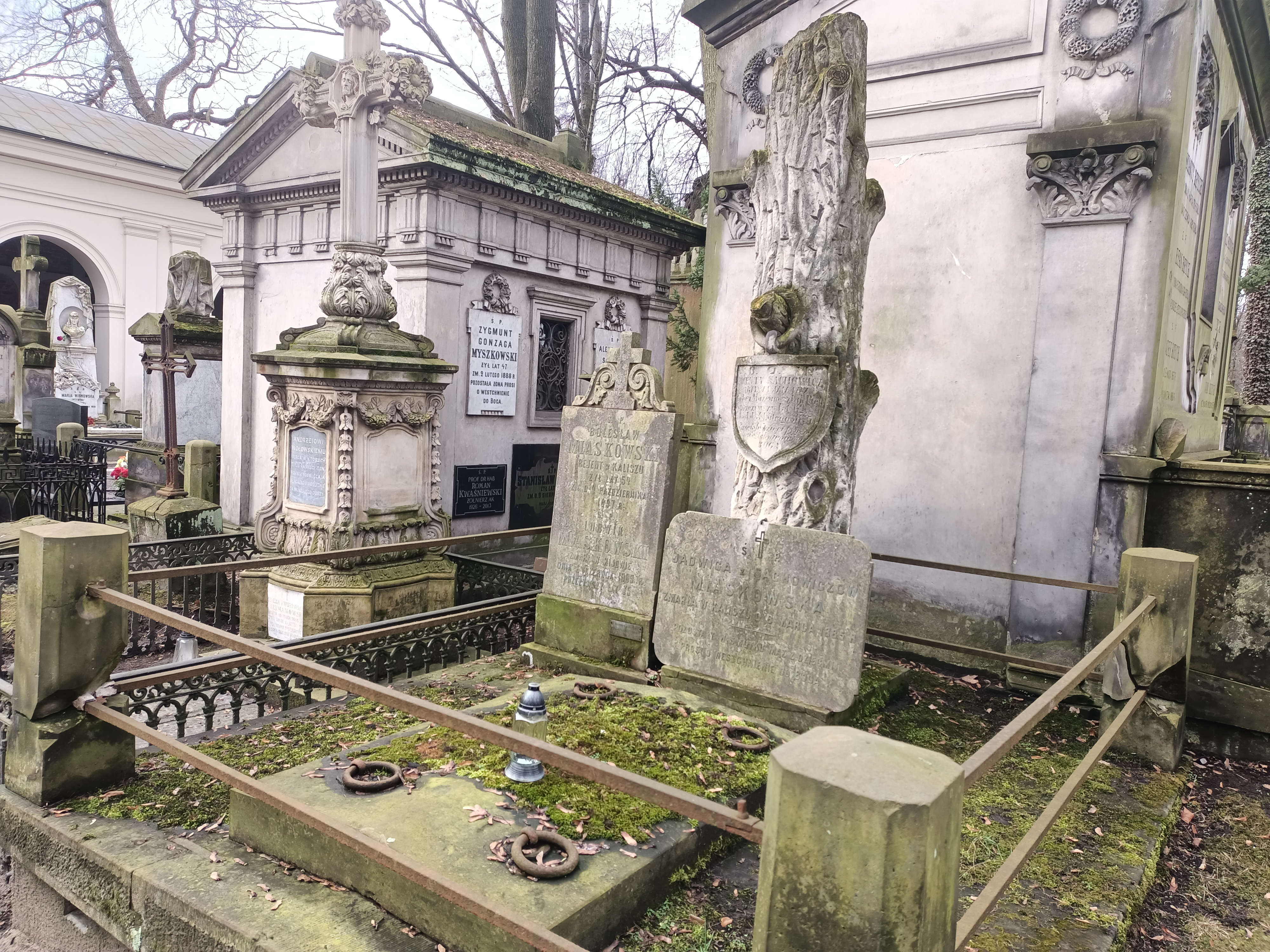
Grób Jacentego Sachowicza na cmentarzu powązkowskim

Jacenty Sachowicz (ur. 17 sierpnia 1813 w Iłży, zm. 14 lutego 1875 w Warszawie) – malarz polski, konserwator obrazów.
Był synem Józefa i (prawdopodobnie) Katarzyny ze Śliwińskich, starszym bratem miniaturzysty i fotografa Grzegorza. Kształcił się w Liceum Warszawskim, następnie podjął studia w Oddziale Sztuk Pięknych Królewskiego Uniwersytetu Warszawskiego, m.in. u Antoniego Blanka i Antoniego Brodzińskiego. Kontynuował naukę prywatnie u Blanka po zamknięciu Uniwersytetu (1832-1836), na wystawie w warszawskim Pałacu Kazimierzowskim w 1836 prezentował swoje prace (m.in. portret). Lata 1837–1841 spędził w Dreźnie, gdzie zgłębiał studia malarskie, ale prawdopodobnie nie kończył miejscowej akademii sztuk pięknych. Po powrocie z Drezna zajmował się pracą twórczą, był autorem obrazów o tematyce religijnej oraz portretów (m.in. wizerunków Najświętszej Panny Maryi w kościele w Lądzie i Matki Boskiej Niepokalanego Poczęcia w kościele w Szewnej, powiat opatowski). W 1859 opracował katalog obrazów galerii Tomasza Zielińskiego w Kielcach.
Większą sławę i uznanie niż malarstwo przyniosła mu raczej praca konserwatora obrazów. Justynian Karnicki, z którym Sachowicz współpracował w Muzeum Sztuk Pięknych w Warszawie, nazwał go „pierwszym znawcą i najlepszym restauratorem na ziemi naszej”. Sachowicz odrestaurował ponad 2 tysiące obrazów, pochodzących z galerii Ogińskich, galerii nieborowskiej Radziwiłłów, kościołów warszawskich, zbiorów galerii berlińskich i wiedeńskich. Konserwacja obrazów mieściła się również w ramach obowiązków Sachowicza na stanowisku kustosza Muzeum Sztuk Pięknych w Warszawie, na które został powołany 1 stycznia 1863. W celu organizacji muzeum zgodnie z najnowszymi światowymi trendami, Sachowicz był delegowany na Wielką Wystawę Światową w Paryżu (1867), badał też sposób działania galerii w Dreźnie i Berlinie (1869). Jako znawca zajmował się również wyceną zbiorów malarstwa.
Był żonaty i miał dzieci. Pochowany na cmentarzu Powązkowskim (kwatera 14-5-21/22).